# Антонец, Никита Степанович
Ники́та Степа́нович Антоне́ц (2 [15] сентября 1915 года — 17 июня 1966 года) — участник Великой Отечественной войны, командир взвода 12-го гвардейского кавалерийского полка 3-й гвардейской кавалерийской дивизии 2-го гвардейского кавалерийского корпуса Центрального фронта, Герой Советского Союза (18.05.1943), гвардии лейтенант.

## Биография
Родился 2 (15) сентября 1915 года в селе Животовка ныне Оратовского района Винницкой области Украины в семье крестьянина. Украинец. Образование среднее.
В 1936-39 годах проходил действительную военную службу в рядах Красной Армии. Служил в кавалерийской части. Окончил полковую школу и в звании младшего лейтенанта демобилизовался.
Вторично в Красную Армию призван в июне 1941 года. Участник Великой Отечественной войны с июня 1941 года. В 1941 году окончил курсы младших лейтенантов в Ташкенте. В боях был тяжело ранен.
25 февраля 1943 года войска Центрального фронта перешли в наступление. 2-й гвардейский кавалерийский корпус, в составе которого воевал командир взвода 12-го полка 3-й кавалерийской дивизии гвардии лейтенант Никита Антонец, наступал в направлении Хутора-Михайловского и Новгорода-Северского. Наступление начало развиваться успешно. Конники, не встречая достаточно сильного сопротивления, быстро достигли Десны у Новгорода-Северского. Однако соседи справа и слева такого успеха не имели, и командование приказало частям кавалерийского корпуса перейти к обороне. А через несколько дней вырвавшуюся к Десне конно-стрелковую группу противник атаковал с фланга и тыла.
12 марта 1943 года 12-й гвардейский кавалерийский полк, который держал оборону в районе села Вовна Шосткинского района Сумской области, был окружен двумя полками вражеской пехоты и пятьюдесятью танками. Фашисты, используя своё численное превосходство, прорвали оборону советских войск и ворвались в село. В этом бою настоящий героизм проявил Никита Антонец. Когда один из немецких танков повернул в его сторону, ведя пулеметный и пушечный огонь по советским бойцам, Антонец взобрался на него и отвел в сторону ствол шарнирного танкового пулемета. Этим он спас от смерти десятки своих товарищей. В момент выстрела вражеской пушки был сброшен воздушной волной с башни танка. Не успел он подняться с земли, как открылся верхний люк танка и противник разрядил обойму в командира.
С наступлением темноты, несмотря на тяжелые ранения в плечо и грудь, добрался до леса, где его подобрали советские воины. Ценой больших усилий, с помощью подоспевших крупных сил советских войск кавалеристы вышли из окружения. Противник был остановлен на рубеже реки Сев.
Указом Президиума Верховного Совета СССР «О присвоении звания Героя Советского Союза начальствующему и рядовому составу Красной Армии» от 18 мая 1943 года за  «образцовое выполнение боевых заданий командования на фронте борьбы с немецкими захватчиками и проявленные при этом отвагу и геройство» удостоен звания Героя Советского Союза с вручением ордена Ленина и медали «Золотая Звезда» (№ 1059).
После лечения в госпитале вернулся в свой полк и продолжал участие в войне до Дня Победы.
С конца 1945 года в запасе. Жил и работал в Винницкой области. Скончался 17 июня 1966 года после тяжелой и продолжительной болезни.

## Награды
- Медаль «Золотая Звезда» Героя Советского Союза
- Орден Ленина
- Медали, в том числе:
  - Медаль «За победу над Германией в Великой Отечественной войне 1941—1945 гг.»
  - Юбилейная медаль «Двадцать лет Победы в Великой Отечественной войне 1941—1945 гг.»

## Память
- На родине Героя Советского Союза Н. С. Антонца установлен бюст.